# Saint-Igny-de-Vers
Saint-Igny-de-Vers é uma comuna francesa na região administrativa de Auvérnia-Ródano-Alpes, no departamento de Ródano. Estende-se por uma área de 27,35 km². Em 2010 a comuna tinha 593 habitantes (densidade: 21,7 hab./km²).